# Municipio de Tancítaro
El municipio de Tancítaro es uno de los 113 municipios en que se divide el estado mexicano de Michoacán de Ocampo, localizado en el occidente del estado, su cabecera es el pueblo de Tancítaro.

## Geografía
El municipio de Tancítaro se encuentra ubicado en la zona occidental del estado de Michoacán y en una de las zonas más elevadas del Eje Neovolcánico Transversal, sus coordenadas extremas son 19°9′ - 19°32′ de latitud norte y 102°11′ - 102°31′ de longitud oeste y la altitud de su territorio para de los 900 a los 3 800 metros sobre el nivel del mar; su extensión territorial total es de 717.65 kilómetros cuadrados que equivalen al 1.21% del total de la extensión de Michoacán.
Limita el norte con el municipio de Uruapan, al este con el municipio de Nuevo Parangaricutiro y con otro pequeño sector del de Uruapan, al sureste con el municipio de Parácuaro, al sur con el municipio de Apatzingán, al oeste con el municipio de Buenavista y el noroeste con el municipio de Peribán.

### Orografía e hidrografía
Tancítaro está situada en una las regiones más montañosas y abruptas de Michoacán, al ser surcado en toda su extensión por el Eje Neovolcánico, en el territorio se encuentra ubicado el pico de Tancítaro, uno de los volcanes de México y que con 4145 metros sobre el nivel del mar es la mayor elevación de Michoacán, además se encuentra otras elevaciones como los cerros El Brinco, San Miguel o Pacinda; la altitud fluctúa desde los 900 metros sobre el nivel del mar en las regiones bajas entre las serranías, hasta los 4145 en la cima del pico de Tancítaro. Fisiográficamente todo el municipio se encuentra en la Provincia fisiográfica X Eje Neovolcánico y la parte norte a la Subprovincia fisiográfica 58 Neovolcánica Tarasca y la parte sur a la Subprovincia fisiográfica 60 Escarpa Limítrofe del Sur.
Las principales corrientes fluviales del municipio son las que descienden desde el pico de Tancítaro, formadas a partir del deshielo de los glaciares que lo llegaran a cubrir en invierno, siendo el principal de estos el río Apatzingán y otros menores como el Zirimóndiro, Condémbaro, Zirimbo, Santa Catarina, Choritiro y El Cuate. Todo el territorio municipal se encuentra en la Cuenca del río Tepalcatepec y a la Región hidrológica Balsas.

### Clima y ecosistemas
En el territorio del municipio de Tancítaro se pueden identificar cinco diferentes tipos de clima que son determinados por la altitud del territorio, así, en el punto más elevado del pico de Tancítaro registra clima Semifrío húmedo con abundantes lluvias en verano, seguido a su alrededor, en las mismas faldas por clima Templado húmedo con abundantes lluvias en verano, las faldas más bajas clima Semicálido subhúmedo con abundantes lluvias en verano, la zona central del norte al oeste del municipio tiene un clima Semicálido subhúmedo con lluvias en verano y finalmente toda una franja del oeste, suroeste y sur del territorio tiene clima Cálido subhúmedo con lluvias en verano; la temperatura media anual sigue un patrón similar, siendo el rango en la cima del Tancítaro inferior a los 10 °C, a medida en que se desciende la siguiente franja es de 10 a 12 °C, la siguiente de 12 a 16 °C, y luego de 16 a 24 °C abarcando la gran mayoría del municipio, finalmente en la zona más al sur el rango va de 24 a 28 °C; la precipitación promedio anual en la zona más elevada del noreste es superior a los 1 500 mm, la más elevada de Michoacán, hacia abajo sigue una zona de 1 200 a 1500 mm y luego otra de 1 000 a 1 200 y finalmente en la zona sur de 800 a 1 000 mm.
La mayor parte del municipio, sobre todo en el norte y oeste está cubierto por bosque, mientras que hacia el centro el terreno se decica fundamentalmente a la agricultura y en los extremos del suroeste se encuentra ocupado por selva, las principales especies que forman los bosques son coníferas, como pino, oyamel y junípero y el bosque mixto, con pino y encino. Su fauna la conforman el venado, coyote, armadillo, conejo, tejón, zorrillo, tlacuache, zorra, gallina de cerro, pichón, águila negra, calandria, jilguero y gorrión.
| Mapas geográficos de Tancítaro |        |
|                                |        |
| Relieve e hidrología           | Climas |

## Demografía
De acuerdo a los resultados del Conteo de Población y Vivienda realizado en 2020 por el Instituto Nacional de Estadística y Geografía la población total del municipio de Tancítaro es de 33 453 habitantes, de los cuales 16 736 son hombres y 16 717 son mujeres; por lo que el porcentaje de población masculina y femenina es del 50 % para ambos, el 24.3% de los pobladores reside en localidades que superan los 2 500 habitantes, y el 0.8% de la población mayor de cinco años de edad es hablante de alguna lengua indígena.

### Grupos étnicos
En 2005 el 0.8% de la población mayor de cinco años de edad del municipio de Tancítaro es hablante de alguna lengua indígena, siendo equivalente a un total de 193 personas, de las cuales 97 son hombres y 96 mujeres; 154 son bilingües al español, 9 hablan únicamente su lengua materna y 30 no especifican condición de bilingüismo.
De los 193 hablantes indígenas, 84 hablan lenguas mixtecas, 72 idioma purépecha, 1 habla idioma mazateco y 1 idioma náhuatl, existen además 30 hablantes que no especifican cual es su lengua materna.

### Localidades

Principales localidades

En el censo de 2020 el municipio de Tancítaro contaba con 126 localidades.
| Código INEGI      | Localidad         | Población (2020) |
| ----------------- | ----------------- | ---------------- |
| 160830001         | Tancítaro         | 8 133            |
| 160830046         | Pareo             | 2 186            |
| 160830008         | Apo               | 1 908            |
| 160830017         | Condémbaro        | 1 853            |
| 160830062         | Zirimondiro       | 1 186            |
| 160830053         | Santa Catarina    | 1 012            |
| Otras localidades | Otras localidades | 17 175           |
| Total municipal   | Total municipal   | 33 453           |

## Infraestructura

Principales localidades

### Comunicaciones
El relieve del territorio municipal dificulta las comunicaciones de Tancítaro con el resto del estado de Michoacán, la principal vía de comunicación es una carretera estatal pavimentada formada por un carril de cada sentido que ingresa la territorio por el este proveniente de Nuevo San Juan Parangaricutiro y de Uruapan y que recorrer el centro del municipio y tuerce hacia el norte pasando por la cabecera municipal, Tancítaro, y continuando hacia el norte por la comunidad de Apo y continuando hacia las comunidades de Peribán y Los Reyes de Salgado. Por el extremo noroeste del municipio cruza un sector de la Carretera estatal 16 de Michoacán que proveniente de Peribán comunica con Buenavista Tomatlán y la Tierra Caliente de Michoacán.
Existen además numerosos caminos de orden rural formadas por caminos y brechas de terracería, entre las cuales está la que une a la cabecera municipal y comunidades como Paredo o Agua Zarca.

### Zonas de protección
Todo el noreste del territorio del municipio de Tancítaro está constituido por el parque nacional Pico de Tancítaro, decretado en el año de 1940 por el presidente Lázaro Cárdenas del Río y formado por el pico de Tancítaro y sus faldas, con ello se protegen extensos bosques y zonas de conservación que son destino de montañistas y excursionistas; el parque nacional abarca también territorio de los municipios de vecinos de Peribán, Uruapan y Nuevo Parangaricutiro.

## Política
El gobierno le corresponde, como en todos los municipios de México, al Ayuntamiento que es electo mediante voto universal, directo y secreto para un periodo de tres años, con posibilidades de ser reelegido y está conformado por el presidente municipal, un síndico y el cabildo integrado por siete regidores, cuatro electo por mayoría y tres por el principio de representación proporcional; todos entran a ejercer su cargo el día 1 de septiembre del año de su elección.

### Subdivisión administrativa
El gobierno interior de los municipios corresponde a los jefes de tenencia y a los encargados del orden que son electos por pleibiscito para un periodo de tres años. En Tancítaro existen cuatro jefaturas de tenencia: Apo, Pareo, Condembaro y Uringuitiro y 67 encargados del orden.

### Representación legislativa
Para la elección de diputados al Congreso de Michoacán y a la Cámara de Diputados, el municipio de Tancítaro se encuentra integrado en los siguientes distritos electorales:
Local:
- 23 Distrito Electoral Local de Michoacán con cabecera en la ciudad de Apatzingán.

Federal:
- Distrito electoral federal 12 de Michoacán con cabecera en la ciudad de Apatzingán.[20]

### Presidentes municipales
- (1987 - 1989): Javier Silva Martínez
- (1990 - 1992): Miguel Montero Esquivel
- (1993 - 1995): Saúl Zúñiga Camarena
- (1996 - 1998): Rigoberto Chávez Fernández
- (1999 - 2001): Javier Medina Villanueva
- (2002 - 2004): Arturo Olivera Gutiérrez
- (2005 - 2007): Romualdo Bucio Cortéz
- (2008 - 2009): José Trinidad Meza Sánchez[21]
- (2009 - 2010): Gustavo Sánchez Carvantes, Presidente del Consejo Municipal[22]
- (2010): Margarita Soriano Pantoja, Presidente del Consejo Municipal[23]
- (2012 - 2015): Salvador Torres Mora
- (2015 - 2018): Arturo Olivera Gutiérrez
- (2018 - 2021): Araceli Solorzano Solorzano
- (2021 - 2024): Gerardo Mora Mora

Personalidades importantes
Cuauhtémoc Rafael Montero Esquivel
Político mexicano nacido en Tancítaro, Michoacán el 3 de abril de 1960. Del 2000 al 2003 fungió como Diputado Federal por el Distrito Electoral Federal 12 de Michoacán, con cabecera en la ciudad de Apatzingán de la Constitución y Presidente de la Comisión de Seguridad Social de la LVIII Legislatura del Congreso de la Unión de México. Elegido así por el principio de mayoría relativa obteniendo 59107 votos del total de 112,115.  
Asimismo, ha tenido participaciones en las administraciones estatales de Michoacán como asesor de gobernador y como titular de la Dirección de Relación con Organizaciones de la Secretaría de Gobierno del Estado. 